# Dichaetomyia gibbinsi
Dichaetomyia gibbinsi är en tvåvingeart som beskrevs av Fritz Isidore van Emden 1942. Dichaetomyia gibbinsi ingår i släktet Dichaetomyia och familjen husflugor. Inga underarter finns listade i Catalogue of Life.